# حوزه انتخابیه پانزدهم پنسیلوانیا
حوزه انتخابیه پانزدهم پنسیلوانیا یک حوزه انتخابیه مجلس نمایندگان آمریکا است که در ایالت پنسیلوانیا قرار دارد.